# Serghei Covalciuc
Serghei Covalciuc, ros. Сергей Сергеевич Ковальчук, Siergiej Siergiejewicz Kowalczuk (ur. 20 stycznia 1982 w Odessie, Ukraińska SRR) – mołdawski piłkarz pochodzenia ukraińskiego grający na pozycji ofensywnego pomocnika w Tomie Tomsk. Posiada obywatelstwo rosyjskie. Brat Kyryły Kowalczuka.

## Kariera klubowa
Kowalczuk pochodzi z miasta Odessa z Ukrainy. Na początku poznawał grę w piłkę nożną w Szkole Piłkarskiej Czornomoreć Odessa, w której pracował jego ojciec. Mając 15 lat został zaproszony do mołdawskiego zespołu Tiligul Tyraspol, w którym zadebiutował w 1999 roku w lidze mołdawskiej. W Tiligulu występował przez niemal 4 sezony i pomimo tego, że klub nie osiągnął żadnych sukcesów ani w lidze ani w pucharze, to Kowalczuk stał się jedną z największych gwiazd drużyny i tamtejszych rozgrywek. Wystąpił z zespołem w Pucharze Intertoto, a w 2001 roku uznano go Piłkarzem Roku w Mołdawii.
W styczniu 2002 Kowalczuk przeszedł do ukraińskiego klubu Karpaty Lwów. W Karpatach Covalciuc występował w pierwszym składzie będąc liderem drugiej linii, a największym sukcesem było zajęcie 7. miejsca w sezonie 2002/2003, a w sezonie 2003/2004 lwowski klub opuścił szeregi ukraińskiej ekstraklasy. W 2003 roku po raz drugi w karierze otrzymał wyróżnienie dla najlepszego mołdawskiego piłkarza. Został wybrany do symbolicznej jedenastki Karpat w historii Mistrzostw Ukrainy.
Latem 2004 po Kowalczuka zgłosiły się Dynamo Kijów i Spartak Moskwa, a zawodnik ostatecznie odpisał kontrakt z tym drugim zespołem. W Spartaku dość szybko wskoczył do pierwszego składu. W 2005 roku wywalczył wicemistrzostwo Rosji, dzięki czemu wystąpił w grupowych rozgrywkach Ligi Mistrzów w 2006 roku. Wtedy też po raz trzeci został uznany najlepszym piłkarzem w ojczyźnie. Wicemistrzostwo ze Spartakiem wywalczył także w 2006 roku. W 2009 roku został wolnym zawodnikiem. Na sezon 2010 przeniósł się do Tomu Tomsk, a w 2011 roku został zawodnikiem Żemczużyny Soczi. Po rozwiązaniu klubu 29 sierpnia 2011 podpisał kontrakt z ukraińskim Czornomorcem Odessa. Po zakończeniu sezonu 2011/12 opuścił odeski klub.
| Sezon   | Klub               | Kraj     | Rozgrywki         | Mecze | Bramki |
| ------- | ------------------ | -------- | ----------------- | ----- | ------ |
| 1998/99 | Tiligul Tyraspol   | Mołdawia | Divizia Națională | 6     | 0      |
| 1999/00 | Tiligul Tyraspol   | Mołdawia | Divizia Națională | 31    | 0      |
| 2000/01 | Tiligul Tyraspol   | Mołdawia | Divizia Națională | 26    | 2      |
| 2001/02 | Tiligul Tyraspol   | Mołdawia | Divizia Națională | 14    | 3      |
| 2001/02 | Karpaty Lwów       | Ukraina  | Wyszcza Liha      | 13    | 0      |
| 2002/03 | Karpaty Lwów       | Ukraina  | Wyszcza Liha      | 29    | 3      |
| 2003/04 | Karpaty Lwów       | Ukraina  | Wyszcza Liha      | 30    | 1      |
| 2004    | Spartak Moskwa     | Rosja    | Priemjer-Liga     | 11    | 0      |
| 2005    | Spartak Moskwa     | Rosja    | Priemjer-Liga     | 21    | 2      |
| 2006    | Spartak Moskwa     | Rosja    | Priemjer-Liga     | 23    | 0      |
| 2007    | Spartak Moskwa     | Rosja    | Priemjer-Liga     | 2     | 0      |
| 2008    | Spartak Moskwa     | Rosja    | Priemjer-Liga     | 17    | 0      |
| 2009    | Spartak Moskwa     | Rosja    | Priemjer-Liga     | 16    | 0      |
| 2010    | Tom Tomsk          | Rosja    | Priemjer-Liga     | 25    | 0      |
| 2011/12 | Żemczużyna Soczi   | Rosja    | Priemjer-Liga     | 11    | 0      |
| 2011/12 | Czornomoreć Odessa | Ukraina  | Premier-liha      | 11    | 0      |

## Kariera reprezentacyjna
Karierę reprezentacyjną Kowalczuk rozpoczął od występów w młodzieżowej reprezentacji Mołdawii U-21. W pierwszej drużynie zadebiutował 15 sierpnia 2001 w przegranym 0:3 towarzyskim meczu z Portugalią. Z czasem stał się czołową postacią reprezentacji i obecnie jest jednym z najbardziej znanych jej piłkarzy. Występował już w eliminacjach do Euro 2004 oraz MŚ 2006, a także do Euro 2008.

## Ciekawostki
- Brat Sergieja, Kyryło także jest piłkarzem i występuje również występuje w Tomie Tomsk.
- Oprócz obywatelstwa Mołdawii Sergiej do niedawna posiadał także obywatelstwo Republiki Naddniestrza. W 2007 roku zrzekł się go na rzecz obywatelstwa Rosji.